# Gaurotes atricornis
Gaurotes atricornis là một loài bọ cánh cứng trong họ Cerambycidae.